# Babaići
Babaići (cyr. Бабаићи) – wieś w Czarnogórze, w gminie Bijelo Polje. W 2011 roku liczyła 51 mieszkańców.